# Mr. Big (Amerikaanse band)

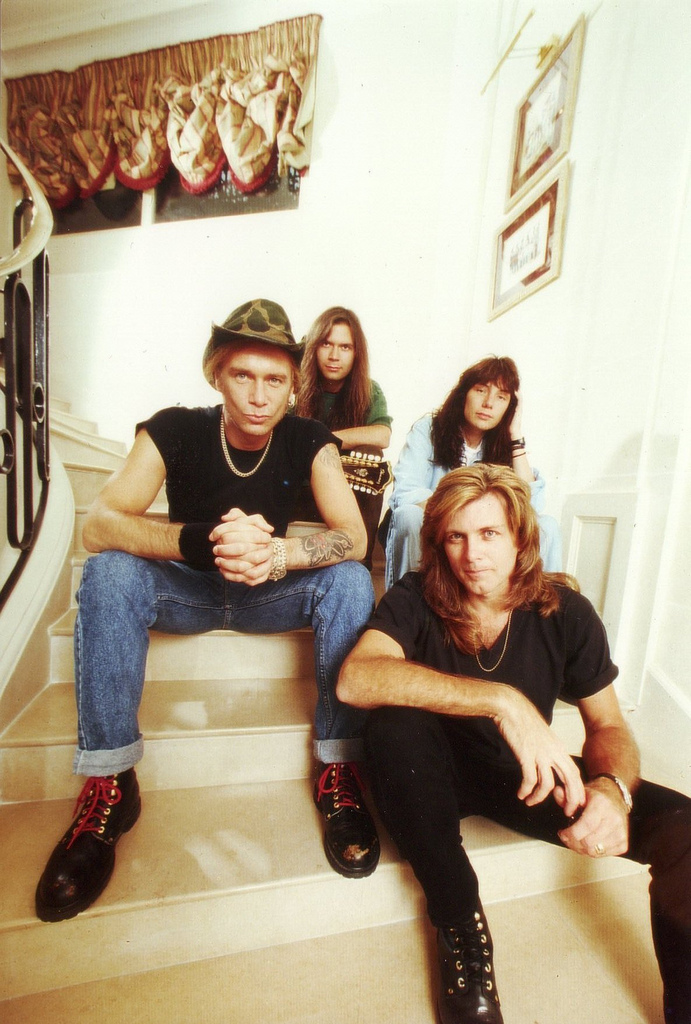
Mr. Big in 1992

Mr. Big is een hardrock-, heavymetal- en AOR-band uit de Verenigde Staten. Mr. Big werd opgericht in 1988, ging in februari 2002 uit elkaar maar werd in 2009 weer herenigd in de oude bezetting. Sinds 2018 is de band inactief, naar aanleiding van het overlijden van bandlid Pat Torpey. Ze staan bekend om hun complexe maar toch toegankelijke en makkelijk luisterbare songs. Hun stijl is een combinatie van pop, rock en snelle gitaar- en bassolo's.

## Begindagen
In 1988 werd Mr. Big opgericht. Nadat hij David Lee Roths band verlaten had, was bassist Billy Sheehan de voornaamste initiatiefnemer van het oprichten van Mr. Big.
Paul Gilbert heeft ooit in een interview verteld dat hij in 1988 werd opgebeld door Billy Sheehan om te vragen of hij interesse had in een nieuwe band. Paul was positief verrast, tegelijkertijd enthousiast en verheugde zich om met Billy Sheehan in een band te spelen.
Hierna kwamen Pat Torpey en Eric Martin erbij en was de line-up compleet.
In 1989 kwam het gelijknamige debuutalbum uit. Hierop stonden de singles Addicted to That Rush en Wind Me Up.

## Populariteit en conflicten

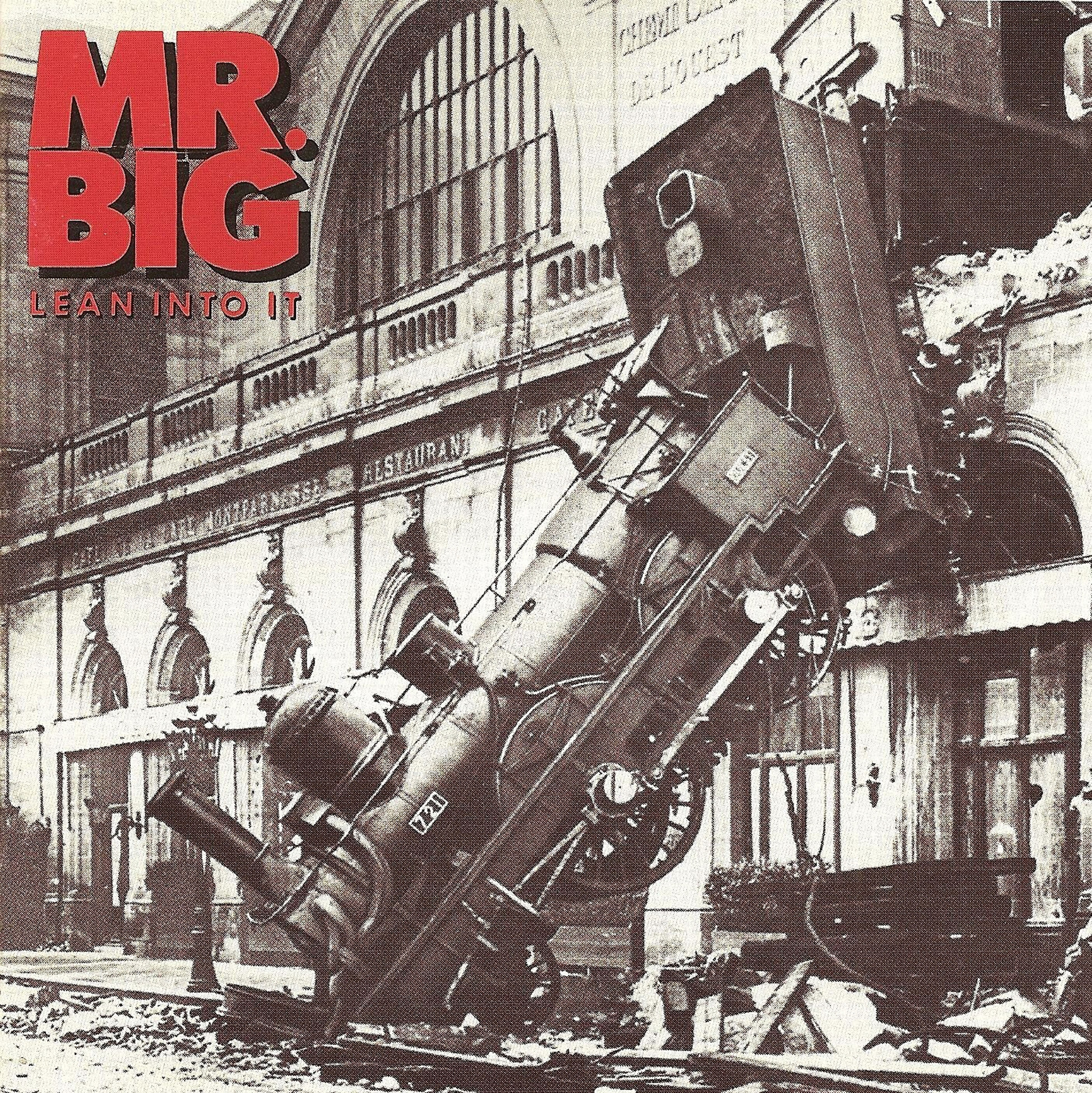
Het album Lean Into It uit 1991

In 1991 kwam het tweede album Lean Into It uit. Op dit album stonden de drie singles Green tinted sixties mind, Just take my heart en To be with you, de ballad die een wereldwijde hit werd. Het nummer kwam onder meer in Nederland op de nummer 1-positie. In 1993 komt album Bump Ahead uit. Daarvan verschijnt de Cat Stevens-cover Wild world op single en haalt de 10e positie. Al vanaf het begin van het bestaan van Mr. Big waren er interne conflicten binnen de band, hoewel het publiek daar weinig van meekreeg. In 1996 verliet de gitarist Paul Gilbert de groep, hoewel hij als producent betrokken bleef. Mr. Big besloot hierop een aantal jaren sabbatical te nemen.
In 1999 kwam de groep weer bij elkaar. Paul Gilbert weigerde zich aan te sluiten, waarna Richie Kotzen de gitarist van Mr. Big werd. Ook in deze samenstelling bleven er onenigheden en conflicten bestaan tussen de bandleden onderling. Deze conflicten dreigden te escaleren na het uitkomen van het album Actual Size in 2001. Met name tijdens het opnemen van de video "Shine" werd dit duidelijk. Billy Sheehan werd door de overige bandleden aan de kant geschoven, maar de tourpromotor in Japan wilde geen Mr. Big zonder Sheehan. Na enige discussie werd de Japanse tournee een afscheidstournee en werd besloten de groep hierna op te heffen.

## Reünie
Begin 2009 werd bekendgemaakt dat de groep weer in originele bezetting bij elkaar zou komen om te vieren dat 20 jaar geleden hun eerste album uitkwam. Naar aanleiding hiervan ging de band dat jaar op een tournee die begon in Japan. Platenmaatschappij Warner Music bracht geremasterde versies uit van de vier studioalbums, alsmede een verzamelcd en -dvd. Op de cd staan twee nieuwe nummers; de single Next time around en een cover van Argents Hold your head up.
In september 2010 nam Mr. Big hun zevende album op met producer Kevin Shirley in Los Angeles. Het album met de titel What If... werd achtereenvolgens uitgebracht in Japan (15 december 2010), Europa (21 januari 2011) en in de Verenigde Staten (februari 2011). 
Het album was hun eerste album met nieuw materiaal in bijna tien jaar tijd. Volgend op het uitbrengen van het album ging de band ook op tournee, van 2 april tot en met oktober 2011.
Op 30 september 2014 brengt Mr. Big het achtste studioalbum uit, The stories we could tell. De band werkt hierbij samen met producer Pat Regan, die voor het laatst in 1999 een album van de band produceerde. Pat Torpey kon niet drummen vanwege de ziekte van Parkinson. Hij programmeerde zijn partijen met behulp van een computer. Zijn plaats bij optredens werd ingenomen door Matt Starr, die normaal met gitarist Ace Frehley (ex-Kiss) speelt.
In 2017 bracht de band het album Defying Gravity uit.

## Leden
- Paul Gilbert (1989-1997, 2009-nu) - gitaar, achtergrondzang
- Billy Sheehan - basgitaar, achtergrondzang
- Eric Martin - zang

### Voormalige leden
- Richie Kotzen (1999-2002) - gitaar, zang en achtergrondzang
- Matt Starr (2014-2018, alleen bij optredens) - drums, percussie, achtergrondzang
- Pat Torpey (1988-2002, 2009-2018, overleden in 2018) - drums, percussie, achtergrondzang

## Discografie

### Studioalbums
- Mr. Big (1989)
- Lean Into It (1991)
- Bump Ahead (1993)
- Take Cover (1996) - ep
- Hey Man (1996)
- Not One Night (1997) - ep
- Get Over It (2000)
- Actual Size (2001)
- What If... (2010)
- Stories We Could Tell (2014)
- Defying Gravity (2017)
- Ten (2024)

### Livealbums
- Raw Like Sushi (1990)
- Mr. Big Live (1992)
- Raw Like Sushi II (1992)
- Japandemonium (Raw like Sushi III) (1994)
- Channel V At The Hard Rock Live (1996)
- Live At Budokan (1997)
- In Japan (2002) (slechts 100.000 exemplaren)
- Back to Budokan (2009)
- Live From The Living Room (2012)
- Live from Milan (2018)
- The BIG Finish Live (2024)

### Verzamelalbums
- Big Bigger Biggest (Greatest Hits) (1997)
- Deep Cuts (the ballads) (2000)
- Greatest hits (2004)
- Next Time Around (2009)
- The vault (2014)

### Video's
- Lean Into It (1991)
- Live And Kickin (1992)
- Live In San Francisco (1992)
- Group Portrait (1993)
- Greatest Video Hits (1996)
- Live At Budokan (1996)
- Farewell Tour - Live in Japan (2002)
- Back to Budokan (2009)

### Singles
| Single met eventuele hitnotering(en) in de Nederlandse Top 40 | Datum van verschijnen | Datum van binnenkomst | Hoogste positie | Aantal weken | Opmerkingen |
| ------------------------------------------------------------- | --------------------- | --------------------- | --------------- | ------------ | ----------- |
| To Be with You                                                | 1992                  | 28-03-1992            | 1(4wk)          | 15           | Alarmschijf |
| Just Take My Heart                                            | 1992                  | 27-06-1992            | 16              | 5            |             |
| Wild World                                                    | 1994                  | 15-01-1994            | 10              | 8            |             |

#### NPO Radio 2 Top 2000
| Nummer met noteringen in de NPO Radio 2 Top 2000 | '02  | '03  | '04  |
| ------------------------------------------------ | ---- | ---- | ---- |
| To Be with You                                   | 1575 | 1935 | 1593 |

1. ↑  Een vetgedrukt getal geeft de hoogste notering aan.
2. ↑  2002 was het eerste jaar met een notering voor dit nummer.
3. ↑  Deze tabel is bijgewerkt tot en met de laatste editie (2024).